# Fibrodisplàsia ossificant progressiva
La fibrodisplàsia ossificant progressiva, o malaltia de Münchmeyer, és una malaltia del teixit connectiu extremament rara, en què les fibres connectives fibroses dels músculs, dels tendons i dels lligaments es converteixen en teixit ossi. És l'única malaltia descrita en què un òrgan canvia i n'esdevé un altre. És una malaltia greu i incapacitant, sense tractament disponible.
La fibrodisplàsia ossificant progressiva és causada per una mutació del gen ACVR1, la qual afecta els mecanismes de reparació de l'organisme. Açò provoca que certs teixits fibrosos s'ossifiquin, sia de manera espontània, sia com a resposta a una agressió externa. En molts casos, traumatismes petits poden provocar la fusió permanent d'articulacions, substituint els teixits danyats. Aquesta neoformació òssia, coneguda com a "ossificiació heterotòpica" finalment forma un esquelet secundari i restringeix progressivament la capacitat del pacient de moure's. L'os format com a resultat d'aquest procés és idèntic a l'os normal, però en localitzacions impròpies. Hi ha evidència que suggereix que la malaltia pot causear destrucció articular per altres mecanismes més enllà de la neoformació òssia inherent a la malaltia.
Hom ha demostrat que l'exèresi quirúrgica de les neoformacions òssies és contraproduent, perquè estimula l'organisme del pacient a "reparar" el dany provocat per l'acte quirúrgic amb la formació d'os heterotòpic addicional en la zona afectada. Malgrat que la taxa de creixement ossi pot variar, la malaltia deixa finalment immobilitzats els qui la pateixen, car l'os neoformat reemplaça la musculatura i es fusiona amb l'esquelent preexistent.